# ثانوية النسيم (مسلسل)
ثانوية النسيم مسلسل دراما سعودي من بطولة خالد صقر، وهو من كتابة علاء حمزة، وإخراج عبد الرحمن الجندل. بدأ عرضه على منصة شاهد في 28 يناير 2024م.

## القصة
تدور أحداث هذا المسلسل في مدرسة ثانوية تقع في حي النسيم في الرياض، يواجه طلاب المدرسة المراهقون مدرسهم الجديد عبد الله (خالد صقر) الذي يحمل درجة الماجستير في إصلاح التعليم، ثم يتحداه الطالب مشعل ويعلن بأنه سيجبره على الفرار من الثانوية قبل انتهاء العام الدراسي، فيقبل الأستاذ عبدالله التحدي، لتبدأ معركة إصلاحية ونفسية وأخلاقية يخوضها المدرس الشاب بهدف إصلاح طلابه وتغيير سلوكهم.

## طاقم المسلسل
- خالد صقر.
- نايف البحر.[6][7]
- أحمد الكعبي.
- نواف الدريهم.
- عبيد الودعاني.
- عبد الله متعب.
- آلاء سالم.
- مريم عبد الرحمن.
- هند محمد.
- زين جهاد.
- نورا ياسين.
- روان الطويرقي.
- علياء محمد.
- صالح الشريان.
- محمد القحطاني.[8]

### ضيوف الشرف
- نايف الظفيري.
- محمد القس
- فهد البتيري.
- ريم الحبيب.
- سعيد صالح.
- جبران الجبران.
- فارس الخالدي.
- مطلق مطر.
- متعب القميزي.
- غادة الملا.
- عيد سعد.[9]

## وصلات خارجية
ثانوية النسيم على موقع كلاسيك